# I Remember Mama
I Remember Mama is een Amerikaanse dramafilm uit 1948 onder regie van George Stevens. Destijds werd de film in Nederland uitgebracht onder de titel Ik herinner me moeder.

## Verhaal
Katrin maakt deel uit van een Noors migrantengezin dat rond 1910 in een bescheiden huis in San Francisco woont. Haar moeder leidt dat gezin met strenge doch rechtvaardige hand. Iedereen draagt er zijn steentje bij tot het gezinsinkomen. De traditionele levensstijl van de gezinsleden leidt regelmatig tot botsingen met de Amerikaanse cultuur.

## Rolverdeling
| Acteur             | Personage              |
| ------------------ | ---------------------- |
| Irene Dunne        | Mama                   |
| Barbara Bel Geddes | Katrin                 |
| Oskar Homolka      | Oom Chris              |
| Philip Dorn        | Papa                   |
| Cedric Hardwicke   | Mijnheer Hyde          |
| Edgar Bergen       | Mijnheer Thorkelson    |
| Rudy Vallee        | Dokter Johnson         |
| Barbara O'Neil     | Jessie Brown           |
| Florence Bates     | Florence Dana Moorhead |
| Peggy McIntyre     | Christine              |
| June Hedin         | Dagmar                 |
| Steve Brown        | Nels                   |
| Ellen Corby        | Tante Trina            |
| Hope Landin        | Tante Jenny            |
| Edith Evanson      | Tante Sigrid           |